# Palakkad
Palakkad (o Palghat) è una suddivisione dell'India, classificata come municipality, di 130.736 abitanti, capoluogo del distretto di Palakkad, nello stato federato del Kerala. In base al numero di abitanti la città rientra nella classe I (da 100.000 persone in su).

## Geografia fisica
La città è situata a 10° 46' 60 N e 76° 39' 0 E e ha un'altitudine di 89 m s.l.m..

## Società

### Evoluzione demografica
Al censimento del 2001 la popolazione di Palakkad assommava a 130.736 persone, delle quali 64.293 maschi e 66.443 femmine. I bambini di età inferiore o uguale ai sei anni assommavano a 13.763, dei quali 7.074 maschi e 6.689 femmine. Infine, coloro che erano in grado di saper almeno leggere e scrivere erano 105.637, dei quali 53.906 maschi e 51.731 femmine.